# Вељка Љехота
Вељка Љехота (слч. Veľká Lehota) насељено је мјесто са административним статусом сеоске општине (слч. obec) у округу Жарновица, у Банскобистричком крају, Словачка Република.

## Становништво
| Година:    | 1994. | 2004.   | 2014.   | 2024.    |
| ---------- | ----- | ------- | ------- | -------- |
| Број људи: | 1296  | 1253    | 1139    | 1009     |
| Разлика:   |       | -3,31 % | -9,09 % | -11,41 % |

| Година:    | 2023. | 2024.   |
| ---------- | ----- | ------- |
| Број људи: | 1018  | 1009    |
| Разлика:   |       | -0,88 % |

Према подацима о броју становника из 2011. године насеље је имало 1.191 становника.